# Ludgvan
Ludgvan est une paroisse civile et un village des Cornouailles, en Angleterre.